# Petrovaradin

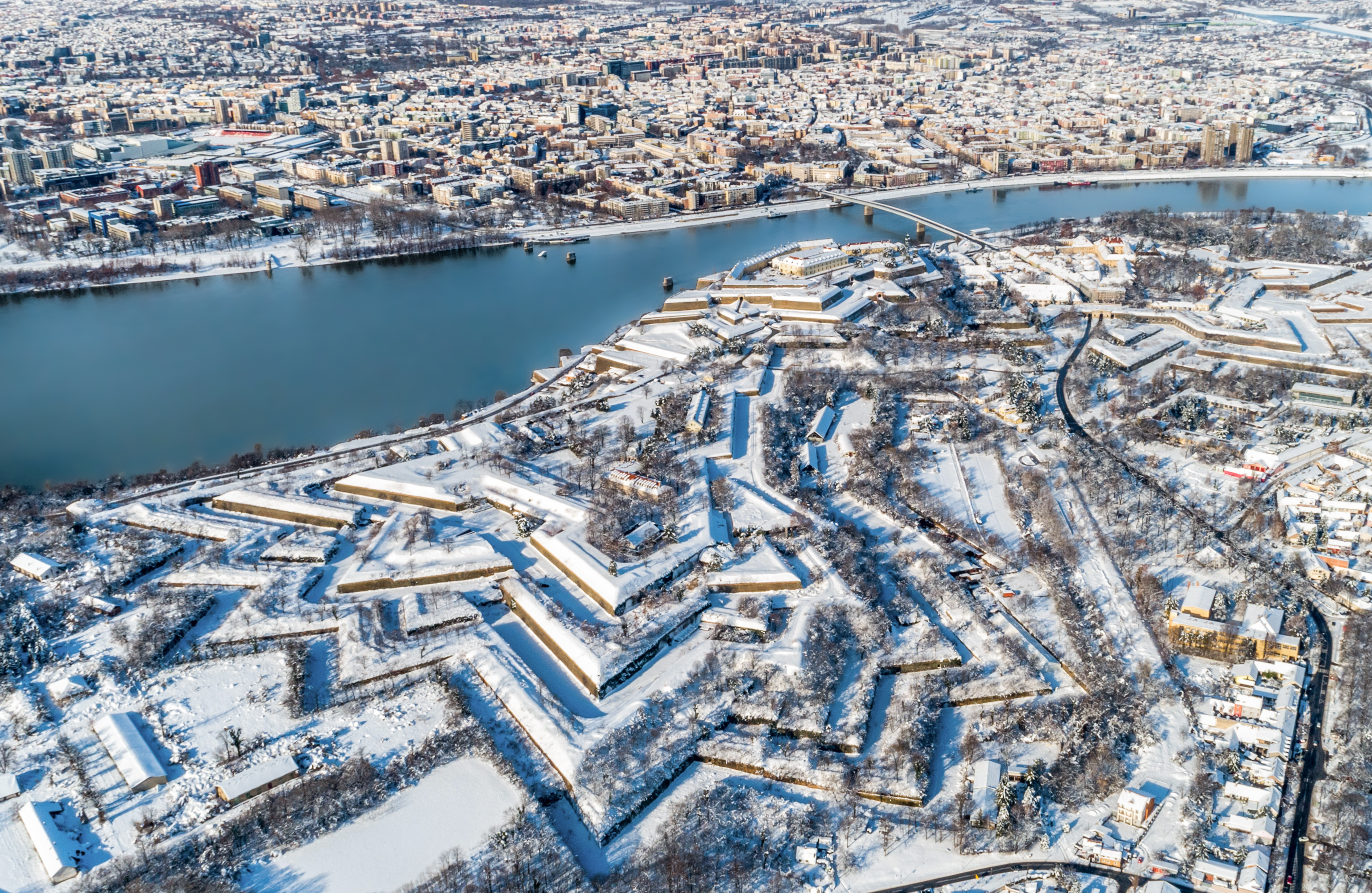
Festung Petrovaradin im Winter

Petrovaradin (serbisch-kyrillisch Петроварадин; deutsch: Peterwardein) oder auch Festung von Novi Sad ist ein Ortsteil von Novi Sad in Serbien und durch die Varadin-Brücke mit ihr verbunden.

## Name
Die Stadt erhielt ihren Namen zu Zeiten des Byzantinisches Reiches, als sie Petrikon hieß. In Überlieferungen aus Dokumenten von 1237 wurde die Stadt zum ersten Mal mit dem Namen Petrovaradin erwähnt. Petrovaradin wurde Pétervárad unter der Ungarischen Zeit genannt, Varadin in der Osmanischen und Peterwardein in der Habsburgischen.

## Geschichte
In der Schlacht von Peterwardein am 5. August 1716 schlug hier Prinz Eugen von Savoyen mit 80.000 Kaiserlichen ein 150.000 Mann starkes osmanisches Heer vernichtend. Am 1. Februar 1748 wurde der Ort mit damals 4.620 Einwohnern zur kaiserlichen freien Stadt erhoben. Im Ungarischen Revolutionskrieg von 1848 bis 1849 von den ungarischen Aufständischen besetzt, musste sich die Festung Peterwardein am 6. September 1849 den Kaiserlichen ergeben.

## Festung

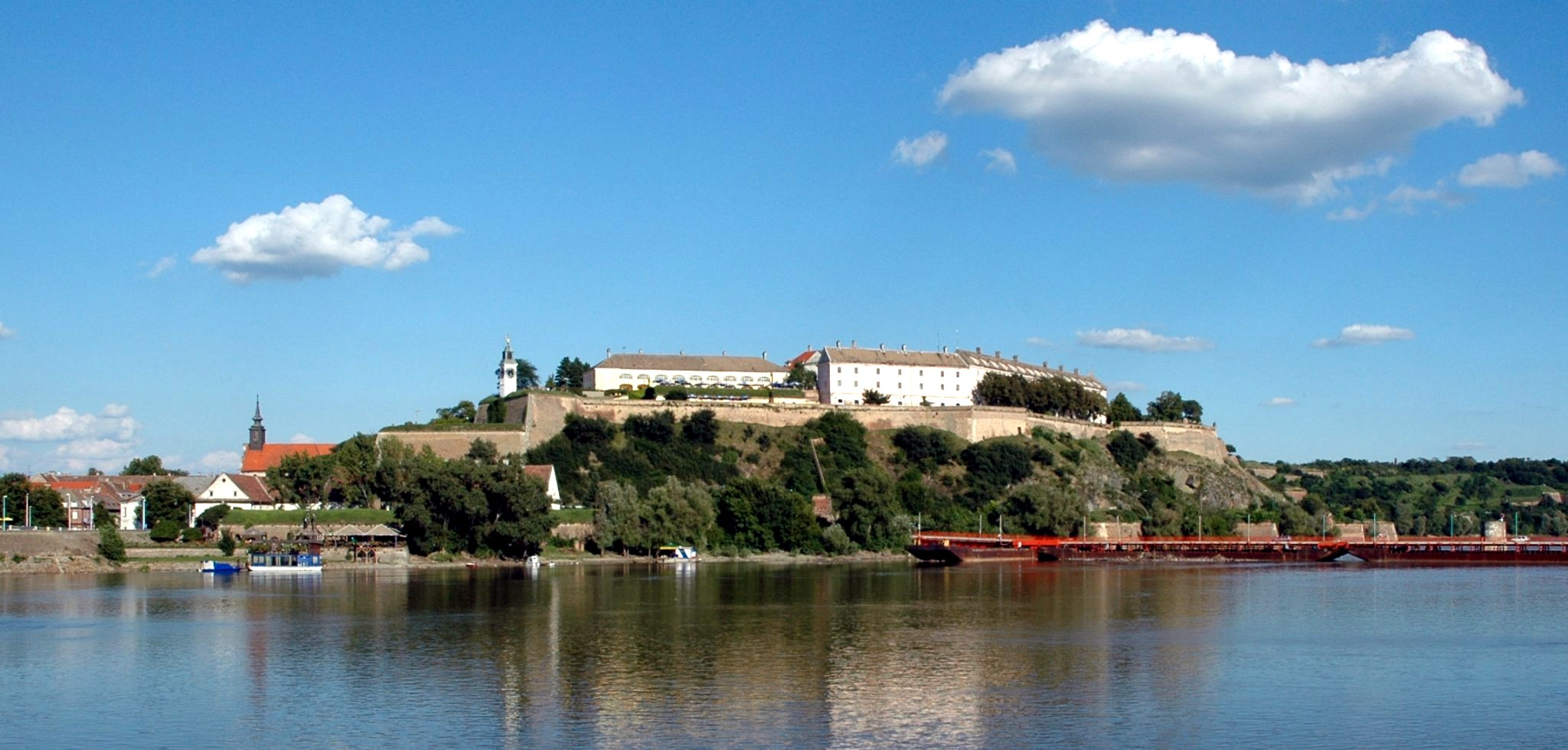
Festung Petrovaradin, Blick von Novi Sad über die Donau

Die Festung Petrovaradin war die größte Festung Europas im 17. Jahrhundert. Gleichzeitig war sie die wichtigste Festung der Habsburgermonarchie auf dem Balkan. Sie wurde zwischen 1692 und 1780 erbaut, wobei man sich an einem Festungstypus orientierte, der vom französischen Festungsbaumeister Sébastien Le Prêtre de Vauban entwickelt worden war. 
Sie erstreckt sich über ein Gebiet von 112 ha, darunter ein einzigartiges System an unterirdischen Gängen unter der Festung mit einer Länge von 16 km. Außerdem ist die Festung mit 5 Pforten, 12.000 Schießscharten und Orten für 400 Feldkanonen ausgestattet. Sie gilt als Wahrzeichen Petrovaradins.
Seit dem Jahr 2001 findet in der Festung jeden Juli eines der größten Musikfestivals Südosteuropas, das Exit, statt.

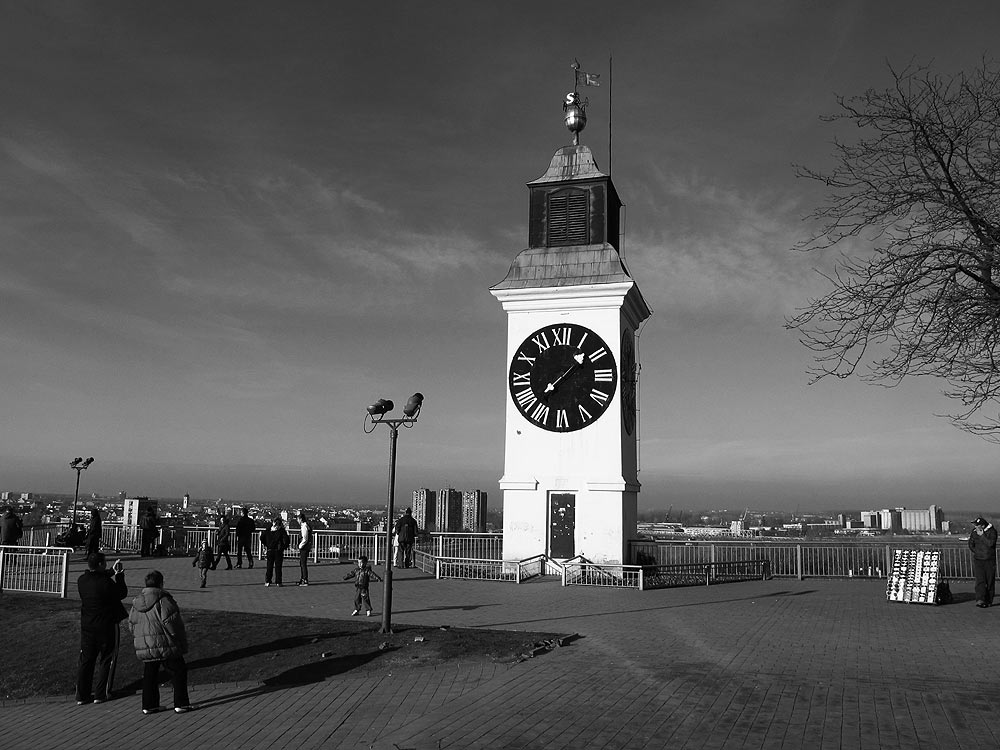
Der Uhrturm auf der Festung Petrovaradin (mit Blick auf Novi Sad)

## Bevölkerung
| Ethnie        | 1991   | %       | 2002   | %       |
| ------------- | ------ | ------- | ------ | ------- |
| Serben        | 5.643  | 50,00 % | 9.708  | 69,47 % |
| Kroaten       | 2.196  | 19,45 % | 1.364  | 9,76 %  |
| Jugoslawen    | 1.893  | 16,77 % | 779    | 5,58 %  |
| Magyaren      | 431    | 3,82 %  | 396    | 2,83 %  |
| Montenegriner | 250    | 2,22 %  | 228    | 1,63 %  |
| Ukrainer      | 219    | 1,94 %  | ?      | -       |
| Russinen      | ?      | -       | 141    | 1,01 %  |
| Andere        | 653    | 5,79 %  | 1.357  | 9,71 %  |
| Total         | 11.285 | -       | 13.973 | -       |

## Persönlichkeiten
In Petrovaradin wurden am 16. Oktober 1801 der Ban von Kroatien Josip Jelačić Bužimski sowie am 11. Februar 1890 der österreichische Jurist Karl Wolff geboren.
Auch der österreichische Schauspieler Anton Freiherr von Klesheim wurde am 9. Februar 1812 in Peterwardein als Sohn eines k.u.k. Offiziers geboren.
Weiterhin wurden in Petrovaradin geboren:
- Anton Hasenhut (1766–1841), österreichischer Schauspieler und Komiker

- Christian von Steeb, (1848–1921), österreichischer Geodät und General der Infanterie

- Franjo Štefanović (1879–1924), Komponist und Schriftsteller

- Margarethe von Flindt (1880–nach 1902), österreichische Theaterschauspielerin
- Karl Wolff (1890–1963), österreichischer Jurist, Hochschullehrer und Verfassungsrichter
- Miroslav Vaupotić (1925–1981), Schriftsteller
- Stjepan Đureković (1926–1983), Industriemanager, Dissident und Schriftsteller
- Jasna Melvinger (* 1940), Schriftstellerin (Goranov vijenac)
- Sead Hasanefendić (* 1948), Handballtrainer
- Milan Sebić (* 1962), Pädagoge, Schriftsteller